# 呼子町

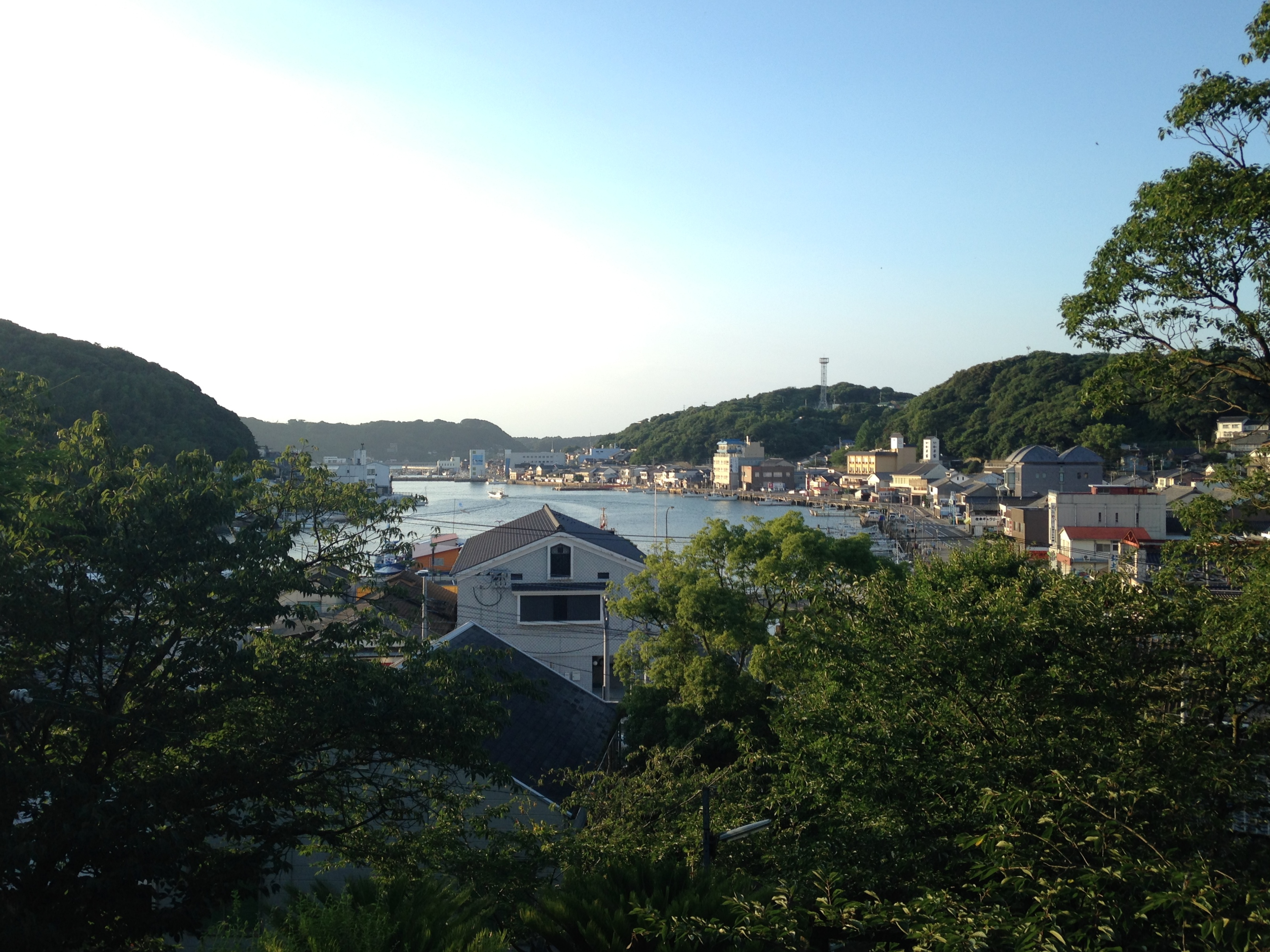
愛宕神社境内から望む呼子漁港の全景

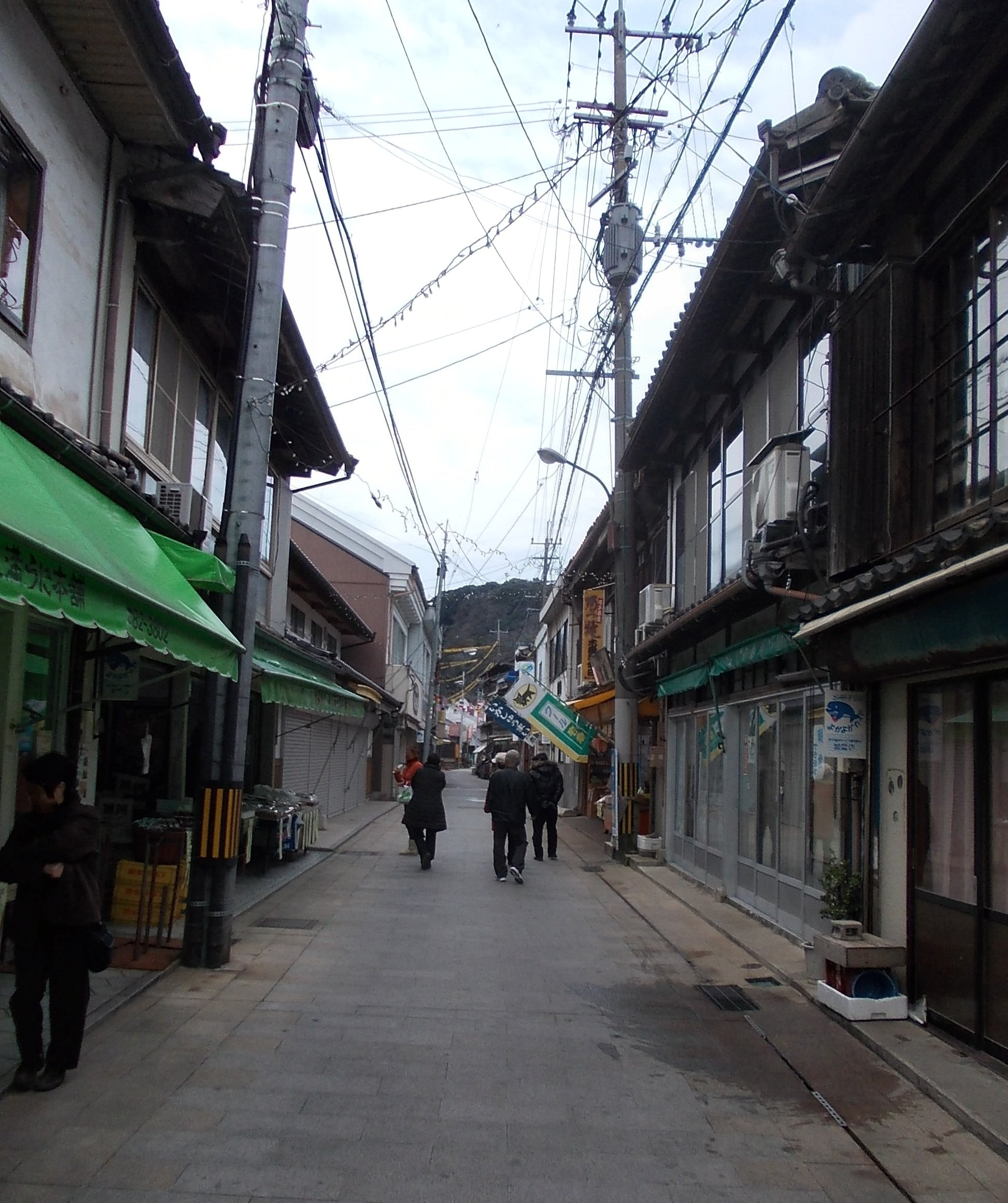
呼子朝市通り

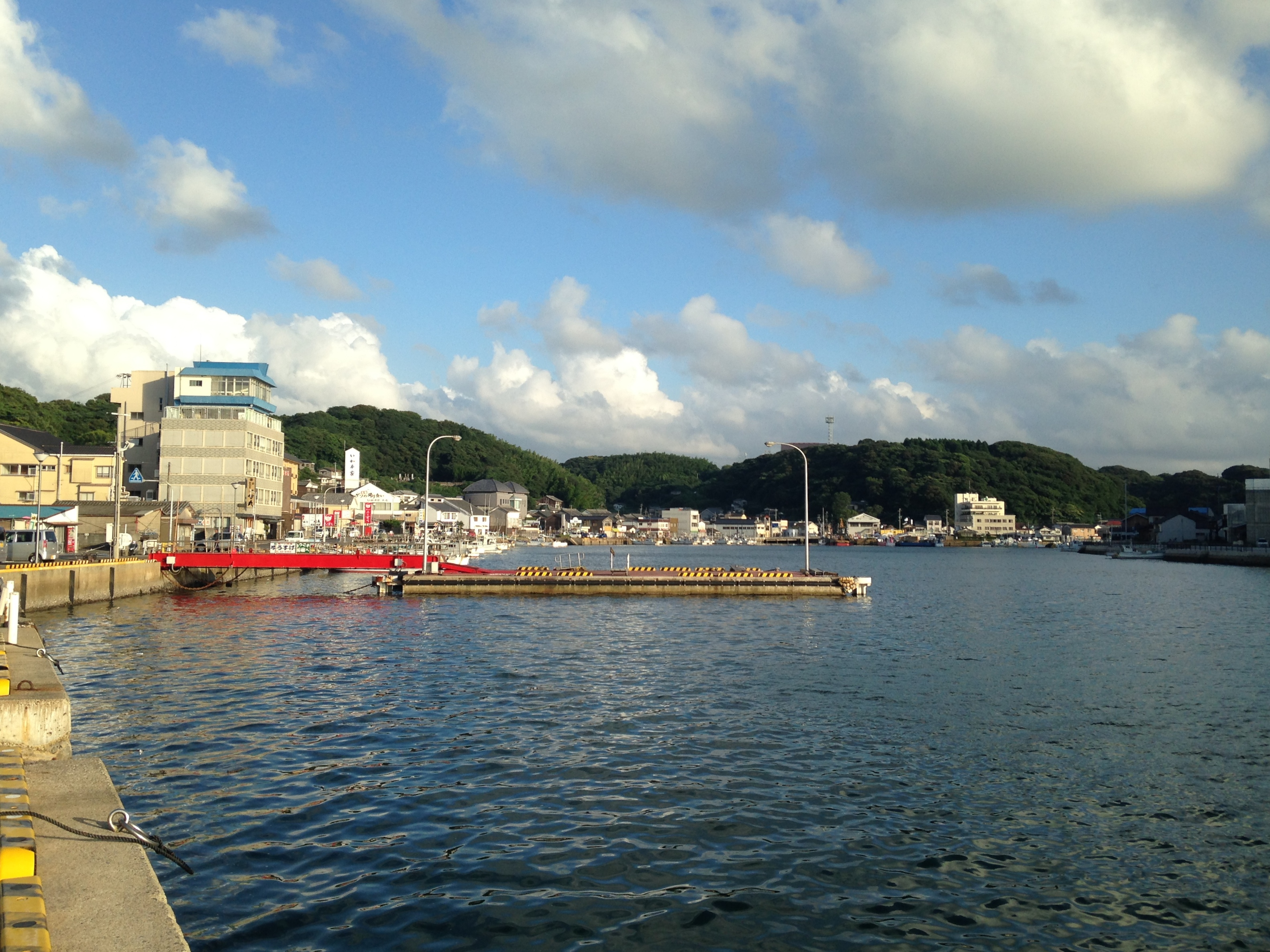
呼子漁港

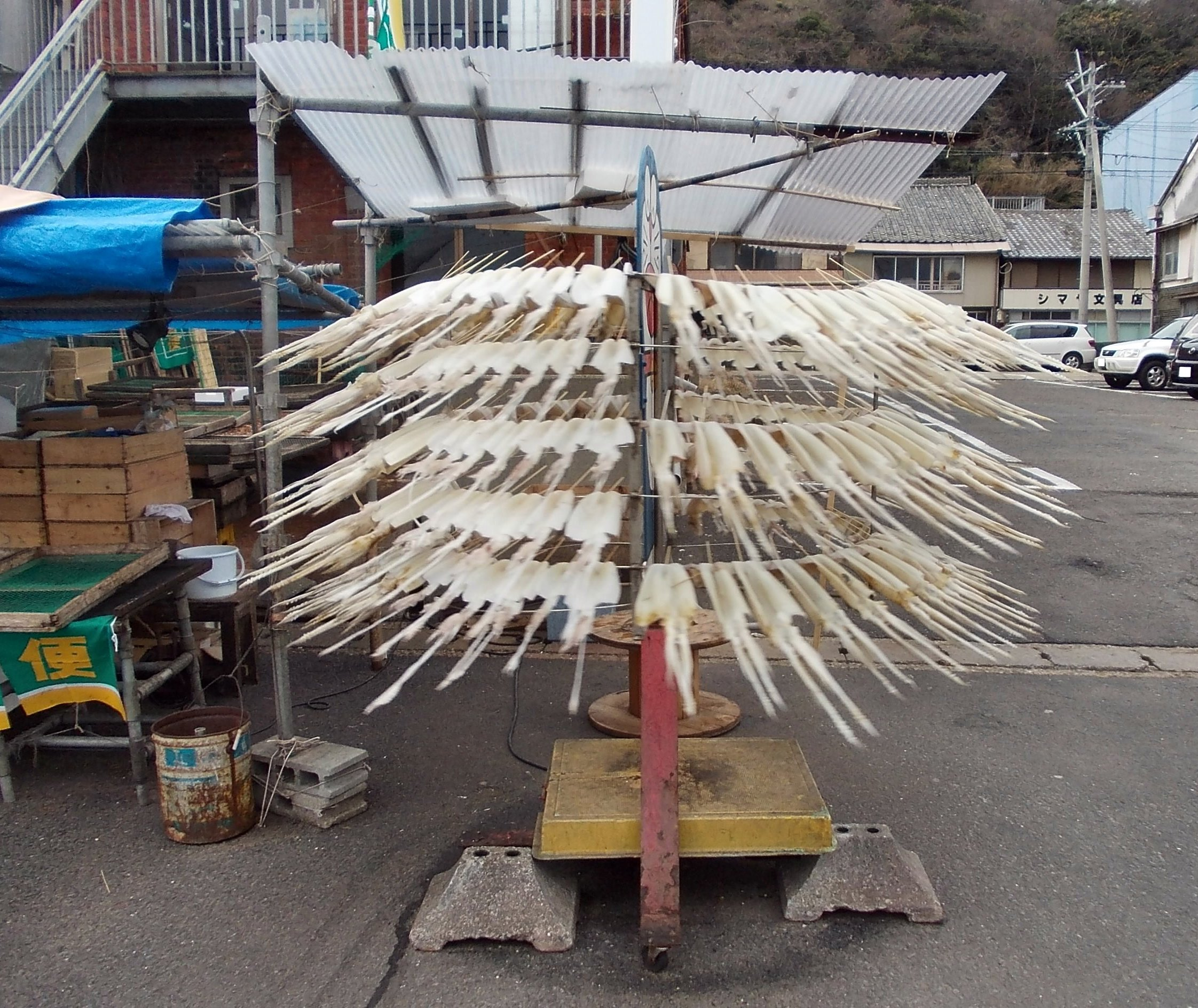
呼子のイカ干し

呼子町（よぶこちょう）は、佐賀県の最北部にあった町。2005年（平成17年）1月1日に唐津市と東松浦郡（玄海町・七山村を除く）の8市町村で合併（新設合併）し、「唐津市呼子町」となった。

## 概要
漁業が盛んで新鮮な海産物と「呼子の朝市」で知られ、観光客も多い。夏には呼子大綱引が行われ、町全体がにぎわう。気候は、玄界灘からの北風の影響により、夏は比較的涼しい。

## 地理
東松浦半島の北部に位置しており、南は旧鎮西町と接する。北は玄界灘に面し、沿岸はリアス式海岸になっている。呼子港のすぐ前に位置する加部島とは呼子大橋（1989年（平成元年）開通）によって結ばれている。沿岸部は玄海国定公園に指定されている。
- 山：天童岳（112 m・加部島）
- 河川：特に無し
- 島：加部島、小川島、鷹島

## 沿革
- 1889年（明治22年）4月1日 - 町村制施行により東松浦郡呼子村、大友村、小川島村、加部島村、小友村が合併し呼子村が発足[1]。
- 1928年（昭和3年）8月1日 - 町制施行、呼子村を呼子町と改称[1]。
- 1935年（昭和10年）
  - 1月22日 - 松浦町大火47戸全焼
  - 5月19日 - 天童岳頂上に4.12 mの佐用姫像建立。
- 1950年（昭和25年）7月4日 - 呼子町、宮ノ町に大火15戸半焼、死者5名。
- 1951年（昭和26年）7月 - 坊山現在地に慰霊塔移転。
- 1953年（昭和28年）3月26日 - 尾ノ上に水族館建設。
- 1955年（昭和30年）10月1日 - 第8回国勢調査、人口10333人
- 1956年（昭和31年）6月 - 玄海国定公園に指定される。
- 1957年（昭和32年）4月 - 呼子町宮ノ町大火5戸全焼する。
- 1963年（昭和38年）12月25日 - 片島防波堤灯台に点灯。
- 1964年（昭和39年）6月27日 - 町が交通安全都市を宣言。
- 1967年（昭和42年）8月 - 呼子町大友遺跡で古代人の人骨多数発掘（県博物館保管）。
- 1968年（昭和43年）6月1日 - 尾ノ上公園に国民宿舎「呼子ロッジ」オープン。
- 1969年（昭和44年）11月8日 - 黒田陣屋跡を国の特別史跡とする。
- 1970年（昭和45年）
  - 10月1日 - 国勢調査、人口7704人
  - 11月20日 - 玄海海中公園指定
- 1972年（昭和47年）
  - 3月31日 - 加部島ひさご塚古墳発掘調査
  - 7月10日 - 昭和47年7月豪雨により町内各所に避難命令発令。
- 1974年（昭和49年）2月25日 - 加部島暖地性植物群落群、小川島鯨見張所（附）鯨供養塔、県重要文化財に指定される。
- 1975年（昭和50年）10月1日 - 国勢調査、人口7063人
- 1977年（昭和52年）2月  大寒波襲来（氷点下4.2度）
- 1978年（昭和53年）5月 - 呼子港北防波堤に灯台完成。
- 1980年（昭和55年）7月8日 - 集中豪雨災害
- 1986年（昭和61年）1月30日 - 町花「水仙」、町木「椿」制定
- 1987年（昭和62年）
  - 7月25日 - 26日 - 呼子の島祭り
  - 10月5日 - 11日 - 勝手に見て来て食べてIN呼子朝市祭り
- 1989年（平成元年）4月8日 - 呼子大橋開通
- 1990年（平成2年）
  - 3月
    - ふるさと創生事業で水光照明が「ふるさと大賞」を受ける。
    - スポーツセンター運動場完成

  - 5月2日 - 風の見える丘公園開園
- 1992年（平成4年）5月 - 殿ノ浦「加藤嘉明陣跡」公園オープン
- 1994年（平成6年）
  - 3月 - 殿ノ浦展望公園完成
  - 4月 - 呼子町観光物産館オープン
  - 水不足による時間給水実施
- 1995年（平成7年）
  - 7月10日 - 臨海公園整備事業で「手づくり郷土賞」を受賞[2]。
  - 7月21日 - 小友人工海浜公園「キャランコビーチ」開所
- 1996年（平成8年）7月21日 - '96小川島　島おこしフェスティバル
- 2002年（平成14年）10月5日 - 7日 - 全国朝市サミットin呼子、朝市ふれあいフェスタ開催
- 2005年（平成17年）1月1日 - 唐津市・（玄海町・七山村を除く）東松浦郡の8市町村で合併（新設合併）し、唐津市となった。

## 行政

### 町長
- 久満泰彦　- 呼子町最後の町長

## 経済

### 産業
- 漁業（沿岸漁業）
- 観光産業 - 特にイカが名物とされ、呼子漁港周辺で開催される「呼子朝市」や「イカ祭り」等のイベントには、佐賀県内をはじめ近隣県からも多くの観光客が訪れる。

## 学校
- 呼子町立呼子中学校
- 呼子町立小川小中学校
- 呼子町立呼子小学校
- 呼子町立加部島小学校

## 交通

### 鉄道路線
呼子町内に鉄道路線はない。唐津市の虹ノ松原駅から当町までの国鉄呼子線の計画があり、ほぼ全線にわたりトンネル・高架橋などの工事は完了していたが、唐津市街地での用地取得に時間がかかっているうちに国鉄の経営が悪化、国鉄再建法の施行の影響により工事が中断された。最寄り駅はJR唐津線の西唐津駅。

### バス路線

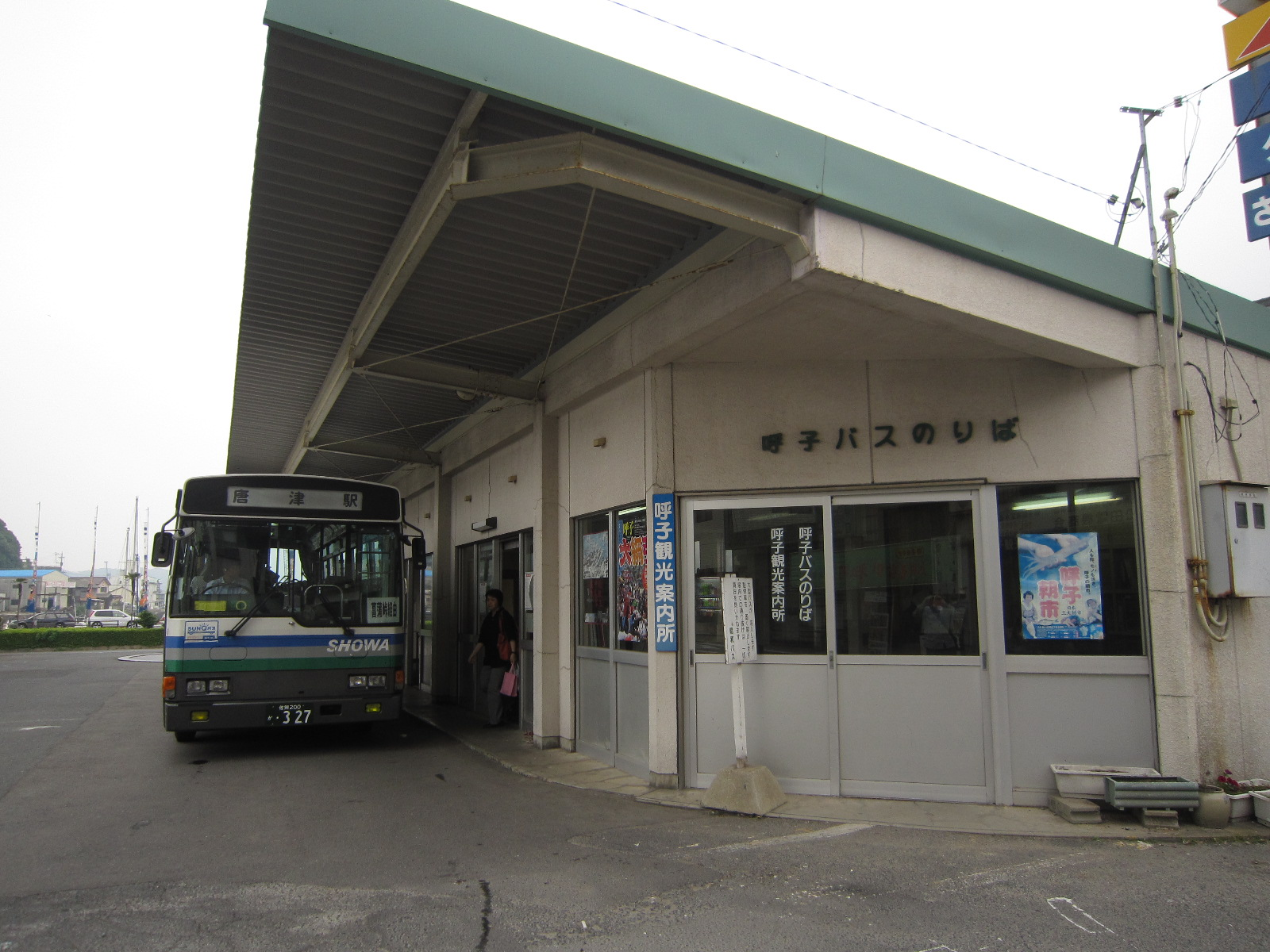
呼子バス乗り場

呼子町内の路線バスは昭和自動車（昭和バス）が運行する。

#### 一般路線バス
唐津市中心部の唐津大手口バスセンターと呼子町内を結ぶ路線バスがある。内陸部の鎮西町岩野地区を経由する便と海岸部の湊地区を経由する便がある。町中心部のやや南側に呼子バスのりばが設けられている。呼子バスのりばから名護屋浜・波戸岬方面、加部島方面、台場方面のバスが発着している。主に唐津大手口バスセンターと呼子町内・鎮西町の各所を結ぶ路線が主流だが、平日朝のみ唐津市内の各高校へ向かう直通便や玄海町の唐津青翔高校へ行く便がある。詳細は昭和バスホームページへ。
- 主な発着路線（2025年4月1日現在）
  - 呼子 - 菖蒲 - 岩野 - 唐房入口 - 西唐津駅前 - 大手口 - 唐津駅（呼子線）
  - 呼子 - 湊 - 相賀 - 唐房入口 - 西唐津駅前 - 大手口（湊・波戸岬線）※波戸岬からのバスが直通している。
  - 呼子 - 呼子公民館 - 名護屋浜 - 名護屋城博物館入口 - 波戸岬国民宿舎（湊・波戸岬線）※湊からのバスが直通している。
  - 呼子 - 呼子公民館 - 片島 - 加部島杉村（加部島杉村線）
  - 呼子 → 呼子公民館 → 徳川家康別陣下 → 片島 → 加部島杉村 → 風の見える丘公園 → 徳川家康別陣下 → 呼子公民館 → 呼子 ※ジャンボタクシー（呼子・加部島線）
  - 呼子 - 長沙子 - 呼子台場みなとプラザ (台場線)
  - 呼子 → 横竹 → 長沙子 (→ 小友) → 呼子台場みなとプラザ → 呼子 → 呼子公民館 → 名護屋浜 → 桟橋前 → 呼子公民館 → 呼子 ※ジャンボタクシー（台場・名護屋浜線）

#### 高速路線
- 長崎駅前（長崎市） - 呼子フェリー発着所（昭和自動車・高速バスレインボー壱岐号）
  - ※2007年（平成19年）3月31日の運行をもって廃止。九州郵船のフェリー発着所が呼子港から唐津東港へ変更されたことによる。
- 博多駅交通センター（福岡市） - 呼子（昭和自動車・高速バスよぶこ号）
  - ※2011年（平成23年）3月31日の運行をもって廃止となったが、上述の一般路線バスで唐津大手口まで行き、高速バスからつ号あるいは途中の西唐津駅（駅目の前が停留所）でJR・地下鉄に乗り継げば、天神・博多駅まで行ける。

### 道路
高速道路はなし。

#### 一般国道
国道204号が町域中央部（中心市街地の南側）を通り、東西に延びる。
国道382号が町域中央部で国道204号から分岐し、北側の海岸部に延びる。国道382号は海岸部から海上を経て壱岐、対馬へと延びる海上国道である。

#### 県道
佐賀県道47号肥前呼子線が町域中央部から南側に延びる。

### 船舶
町営
- 呼子港 - 小川島 定期船「そよかぜ」
- 呼子港 - 加唐島 定期船「加唐島丸」
- 呼子港 - 松島 定期船「新栄」

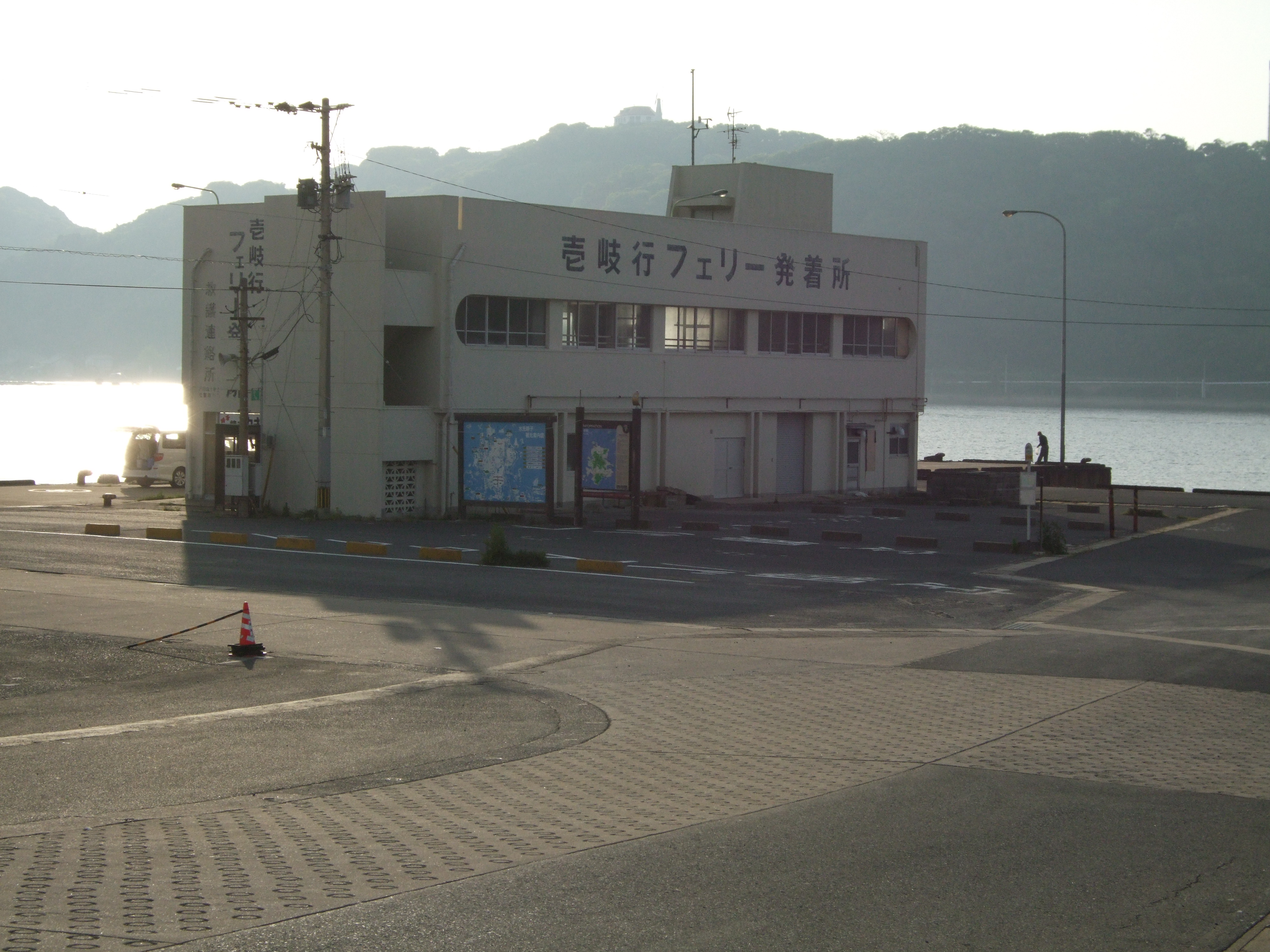
旧呼子フェリーターミナル

- 呼子港 - 名護屋 - 馬渡島 定期船「郵正丸」

民営
- 九州郵船 呼子 - 印通寺（長崎県壱岐市石田町）航路「フェリーげんかい」「フェリーあずさ」
  - ※呼子から唐津東港への佐賀県側発着港の変更に伴い、2007年（平成19年）3月31日をもって廃止。

## 名所・旧跡・観光スポット・祭事・催事
- 田島神社（旧國幣中社）
- 呼子大橋
- 鯨組主中尾家屋敷（旧中尾家住宅）
- 漁港周辺には活イカ料理の店が多い

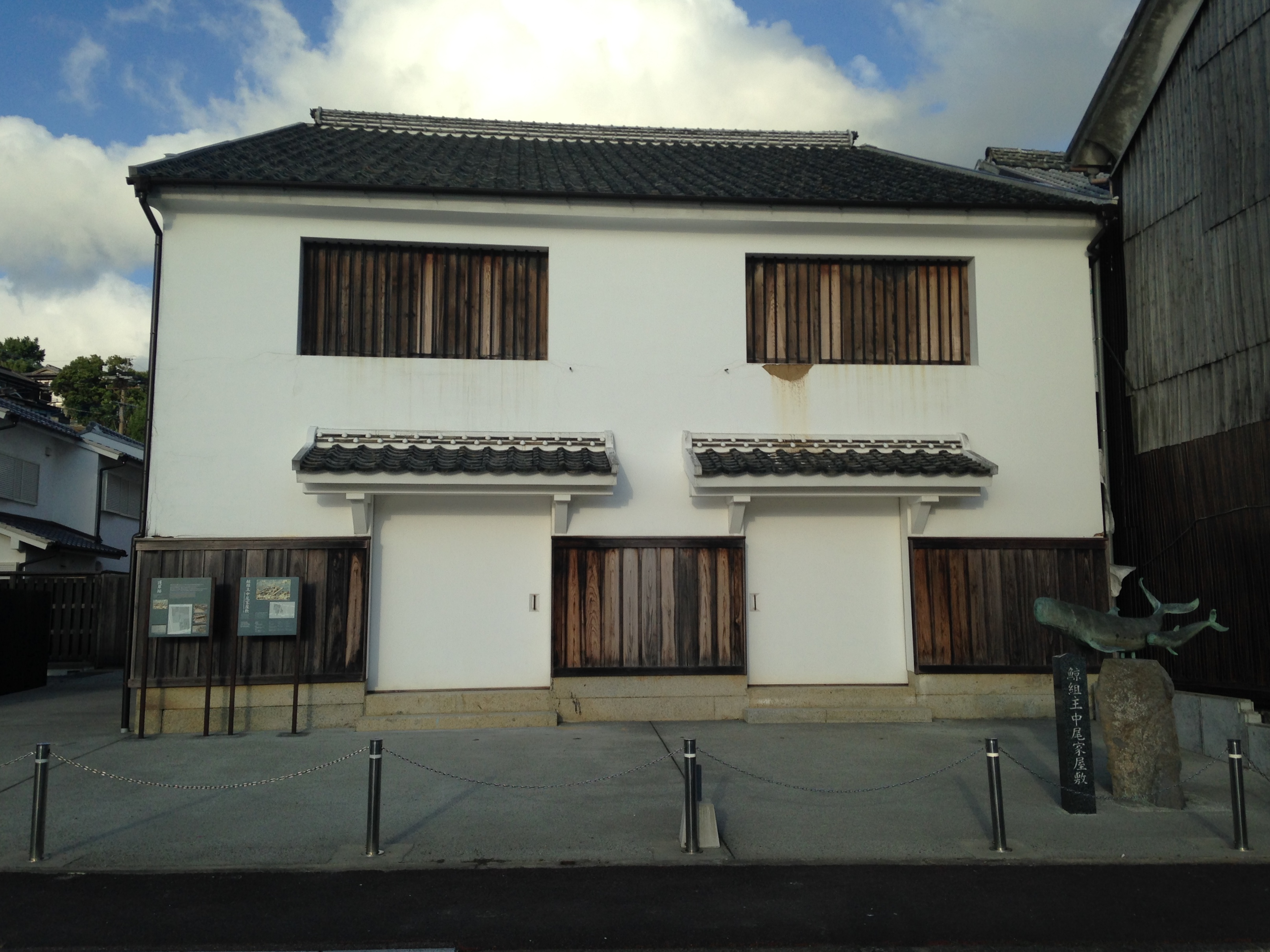
鯨組主中尾家屋敷（旧中尾家住宅）

- 呼子朝市通り - 呼子朝市は日本三大朝市の一つとも言われる。
- 風の見える丘公園
- 呼子大綱引き（6月第1土曜日・日曜日、ただし1978年は水不足により、2020年[3]と2021年[4]は新型コロナウイルス感染拡大に伴い中止となった）

## 呼子町を舞台にした作品映画
映画
- 海の花火　（1951.10.25公開）
- 男はつらいよ 第14作寅次郎子守唄　（1974.12公開）
- 春よ来い　（2008.6.7公開）

音楽
- 呼子舟唄（山口瑠美）